# Evansville (Indiana)
Evansville is een stad in de Amerikaanse staat Indiana en telt 121.582 inwoners. Het is hiermee de 178e stad in de Verenigde Staten (2000). De oppervlakte bedraagt 105,4 km², waarmee het de 158e stad is.

## Geschiedenis
- 1812: Colonel Hugh McGary sticht Evansville. Op 27 mei koopt hij 200 are bos aan de oevers van de rivier de Ohio. Dit gebied staat nu bekend als downtown Evansville. 130 are worden later verkocht aan generaal Robert M. Evans en James W. Jones. Op dat moment is de naam van deze stad ontstaan.
- 1819: Aantal inwoners van Evansville: 101.
- 1820: Bouw van het gerechtsgebouw aan 3rd & Main Street.
- 1832: 50 cm ijs op de rivier. 25 inwoners (bijna 10 % van de totale bevolking) overlijden aan de gevolgen van een cholera-epidemie.
- 1838: Bevolking is aangegroeid tot 1228 van wie 30 Afro-Amerikanen.

## Demografie
Van de bevolking is 16,2 % ouder dan 65 jaar en ze bestaat voor 35,1 % uit eenpersoonshuishoudens. De werkloosheid bedraagt 3,8 % (cijfers volkstelling 2000).
Ongeveer 1,1 % van de bevolking van Evansville bestaat uit hispanics en latino's, 10,9 % is van Afrikaanse oorsprong en 0,7 % van Aziatische origine.
Het aantal inwoners daalde van 126.172 in 1990 naar 121.582 in 2000.

## Media
De enige dagelijkse krant is de Evansville Courier & Press, gerund door The E.W. Scripps Company. De krant publiceert ook het maandelijkse  Evansville Business Journal en bezit de krant in het naburige Henderson. Evansville Living wordt twee keer per maand gepubliceerd door de Tucker Publishing Group. Andere publicaties zijn Maturity Journal, een gratis maandelijks tijdschrift dat is gericht op ouderen, News4U, een gratis maandelijks entertainment tijdschrift, en Club Evansville, een tijdschrift dat is gericht op de jeugd van de stad.

## Universiteit
In Evansville is de University of Evansville gevestigd.

## Stedenband
- Osnabrück (Duitsland)

## Klimaat
In januari is de gemiddelde temperatuur -1,1 °C, in juli is dat 25,8 °C. Jaarlijks valt er gemiddeld 1095,8 mm neerslag (gegevens op basis van de meetperiode 1961-1990).

## Plaatsen in de nabije omgeving
De onderstaande figuur toont nabijgelegen plaatsen in een straal van 16 km rond Evansville.

## Geboren
- Louise Dresser (1878–1965), actrice
- Frank Kramer (1880–1958), wielrenner
- Sid Catlett (1910–1951), jazzdrummer
- Bert Wilson (1939–2013), saxofonist
- Geno Washington (1943), zanger
- Timmy Thomas (1944-2022), zanger en toetsenist
- Ron Glass (1945–2016), acteur
- Avery Brooks (1948), acteur
- Roger Mobley (1949), acteur
- Michael Michele (1966), actrice
- Jeff Overton (1983), golfer
- Michael Klueh (1987), zwemmer
- Dylan Minnette (1996), acteur en muzikant
- Lilly King (1997), zwemster